# Plaza Sükhbaatar
La plaza Sükhbaatar (en mongol: Сүхбаатарын талбай) es la plaza central de la ciudad de Ulán Bator, capital de Mongolia. Fue nombrada de honor de Damdin Süjbaatar quien posee una estatua ecuestre en el lugar, y quien fuese uno de los líderes de la revolución de Mongolia de 1921. La estatua se encuentra justo en frente del llamado "Ordon Saaral" (Palacio de Gobierno). 
El Palacio de Gobierno (construido en 1951 en el lugar del teatro abovedado verde) está situado en el lado norte de la plaza y es coronado por un gran monumento tipo columnata de Genghis Khan, Ögedei Khan y Kublai Khan, terminado en 2006, a tiempo para la aniversario de los 800 años de la coronación de Genghis Khan.